# Varrel
Pour la ville de l'arrondissement de Frise, voir Varel
Varrel est une commune allemande de l'arrondissement de Diepholz, Land de Basse-Saxe.

## Géographie
La Große Aue traverse son territoire.
Varrel comprend aussi les quartiers de Brümmerloh et Dörrieloh.
| Wehrbleck | Sulingen  | Barenburg     |
| Barver    | Varrel    | Kirchdorf     |
| Wagenfeld | Wagenfeld | Bahrenborstel |

## Histoire
Varrel est mentionnée pour la première fois en 1232.
L'église Sainte-Marie est construite en 1870 selon les plans de Conrad Wilhelm Hase sur les ruines de l'ancienne brûlée l'année précédente.

## Source, notes et références
- (de) Cet article est partiellement ou en totalité issu de l’article de Wikipédia en allemand intitulé « Varrel » (voir la liste des auteurs).